# Architects of Denial
Pour plus de détails, voir Fiche technique et Distribution.
Architects of Denial (littéralement en français : Les Architectes du déni) est un documentaire américain réalisé par David Lee George et sorti en 2017, analysant les mécanismes du négationnisme des génocides et, en particulier, le génocide arménien,. Le documentaire est réalisé avec les participations narratives de Julian Assange et de George Clooney. Le projet a été financé par l'animateur et producteur de télévision américain Montel Williams et l'acteur américain Dean Cain, et également, en partie, par une campagne de financement participatif Kickstarter.